# Partido Socialista Operário da Alemanha
O Partido Socialista Operário da Alemanha (em alemão: Sozialistische Arbeiterpartei Deutschlands, SAPD) foi um partido político social-democrata alemão.

## História
Foi formado por arredor de 20.000 militantes do USPD que se tinham cindido do SPD, ademais de membros dissidentes do KPD e uma parte da Oposição do KPD liderada por Paul Frolich. Porém, o grupo era minoritário em comparação com outros partidos socialistas da Alemanha. Em 1933, contava com 15.600 militantes e 10.000 jovens associados através a organização juvenil Sozialistischer Jugend-Verband Deutschlands; editava, ademais, um jornal intitulado Sozialistische Arbeiter Zeitung. O partido foi ilegalizado em 1933 por causa da chegada do Nazismo ao poder, pelo que trabalhou clandestinamente contra o governo nazista, propondo a criação de uma frente antifascista unificada que foi apoiada pelo KPD-O, mas recusado pelo SPD e pelo KPD. Após a ilegalização, os líderes do SAPD foram exiliados ou arrestados em campos de concentração. Muito debilitado entre 1936 e 1939, o partido foi incapaz de se reorganizar após a queda do nazismo em 1945.

## Contatos internacionais
A nível internacional, o SAPD manteve contatos com outras organizações socialistas e operárias. Em 1934, a juventude do SAPD fez parte da fundação nos Países Baixos da Oficina Internacional de Organizações da Juventude Revolucionária. Porém, o congresso fundacional foi paralisado pela polícia holandesa e muitos dos membros jovens do SAPD foram levados perante as autoridades alemãs. O Congresso foi ré-convocado em Lille e o membro do SAPD Herbert Karl Frahm (depois conhecido como Willy Brandt) foi eleito Secretário da organização, cuja sé estava na Suécia. 
O SAPD também aderiu ao Centro Marxista Revolucionário Internacional, conhecido informalmente como "Oficina de Londres". Nele estavam, ademais do SAPD, o britânico Partido Laborista Independente (ILP), o espanhol Partido Operário de Unificação Marxista (POUM), o francês Partido Socialista Operário e Partisano (PSOP) e o holandês Partido Socialista Independente (OSP). Porém, abandonou a organização devido a uma disputa com o britânico Partido Laborista Independente (ILP) a respeito dos conceitos de frente unida e de frente popular.                                                                                        